# François Valentin (général)
Pour les articles homonymes, voir François Valentin et Valentin.
François Valentin, né le 29 octobre 1763 à La Roche-des-Arnauds (Hautes-Alpes), mort le 13 novembre 1822 à Soissons (Aisne), est un général français de la Révolution et de l’Empire.

## États de service
Il entre en service le 1er mars 1780, comme soldat au 1er régiment d’infanterie, il passe caporal le 1er juin 1786, et il obtient son congé le 29 février 1788.
Il reprend du service le 14 août 1788, en qualité de soldat au 38e régiment d’infanterie. Caporal le 26 octobre 1788, il est nommé sergent le 20 septembre 1789, sergent-major le 1er janvier 1792, et adjudant sous-officier le 1er octobre suivant. Le 11 novembre 1792, il devient adjudant-major au 5e bataillon de volontaires de la Marne, et il fait les campagnes de 1792 et 1793, à l’armée de la Moselle.
Le 18 février 1793, il obtient son brevet de capitaine, et il est affecté à l’armée de l’Ouest. Le 19 février 1794, il passe adjoint aux adjudants-généraux, et le 18 avril suivant, il est nommé adjudant-général chef de bataillon, puis le 4 novembre 1795, adjudant-général chef de brigade.
Lors de la Guerre de Vendée, il se distingue le 23 mars 1796, à la Bataille de La Guyonnière, où avec 100 grenadiers, il fond sur les troupes de Charrette, les charge pendant deux heures et demie, leur tue 10 hommes, les cerne dans le bois de La Chabotterie, et contribue grandement à la prise importante de ce général vendéen.
En 1797, il est affecté à l’armée d’Italie, et le 11 avril 1798, il embarque pour la campagne d'Égypte. Le 23 juin 1798, il occupe les fonctions de chef d’état-major de la 2e division du général Bon, et le 11 décembre 1798, il commande Suez. Le 15 janvier 1799, il participe à l’expédition vers la Syrie, et il est blessé d’un coup de feu à la cuisse droite au siège de Saint-Jean-d’Acre le 17 avril 1799. Le 1er août il commande la province de Rosette. Il est promu général de brigade provisoire par le général Menou le 23 septembre 1800, et il est confirmé dans son grade par décret du premier Consul le 14 décembre 1801.
De retour en France, il est envoyé dans la 14e division militaire le 19 mars 1802. Il est fait chevalier de la Légion d’honneur le 11 décembre 1803, et commandeur de l’ordre le 14 juin 1804. Le 18 octobre 1805, il retourne à l’armée d’Italie, comme commandant de la 2e brigade de la division du général Partouneaux, et le 21 février 1806, il passe dans la division du général Gardanne, avec laquelle il participe au siège de Gaète.
Il sert à l’armée de Naples de 1806 à 1809, et le 16 mars 1809, il revient à l’armée d’Italie, pour participer à la campagne d’Autriche. Le 2 mai 1809, il commande une brigade d’infanterie dans la division du général Durutte, et il est blessé grièvement le 14 juin à la Bataille de Raab. Le 30 octobre 1809, il prend le commandement de la 2e brigade de la 2e division de réserve de l’armée d’Espagne, et il est créé baron de l’Empire le 9 décembre 1809.
Le 11 janvier 1810, il commande la 1re brigade de la division du général Reynier, et il revient en France le 1er octobre 1811. Le 8 novembre 1811, il passe dans la 17e division militaire et le 23 janvier 1812, il prend le commandement de la 2e brigade de la 8e division d’infanterie du 2e corps d’observation de l’Elbe, puis de la 3e brigade toujours dans la même division du 2e corps de la Grande Armée pour la campagne de Russie. Il est blessé le 18 août 1812, à la bataille de Polotsk, et il est autorisé à rentrer en France.
Il est admis à la retraite le 11 septembre 1812, et il est fait commandeur de l’Ordre royal des Deux-Siciles en 1813.
Il meurt le 13 novembre 1822, à Soissons.

## Dotation
- Le 9 décembre 1809, donataire d’une rente de 6 000 francs sur Rome.

## Armoiries
| Figure | Nom du baron et blasonnement |
| ------ | --- |
|        | Armes du baron François Valentin et de l'Empire, décret du 15 août 1809, lettres patentes du 9 décembre 1809, commandeur de la Légion d'honneur Parti le premier d'argent à la bande de gueules accostée de deux haches d'azur, montées de sable, surmonté d'un comble d'azur à l'étoile d'argent ; le deuxième coupé au premier des barons tirés de l'armée au second d'argent à la foi au naturel, parée d'azur - Livrées : jaune, rouge, bleu, blanc et noir. |